# Interamma subvaria
Interamma subvaria är en insektsart som beskrevs av Walker 1870. Interamma subvaria ingår i släktet Interamma och familjen Derbidae. Inga underarter finns listade i Catalogue of Life.